# Marina Subirats i Martori
Marina Subirats i Martori (Barcelona 1943) és una sociòloga, gestora pública i política catalana. Fou directora de l'Institut de la Dona del Ministeri d'Assumptes Socials de 1993 a 1996 i va ocupar diferents càrrecs a l'Ajuntament de Barcelona durant el mandat de Joan Clos: regidora d'educació (1999-2006), presidenta del Consell de Sants Montjuïc (1999-2003), presidenta del Consell de Nou Barris (2003-2006) i cinquena tinent d'alcalde (2003-2006). Com a sociòloga, és especialitzada en els camps de sociologia de l'educació i sociologia de la dona.

## Biografia
Nascuda a Barcelona l'any 1943. Fa els estudis primaris a l'Escola del Mar i els secundaris a l'Institut Joan Maragall del barri de l'Eixample de Barcelona. Entra a la Universitat de Barcelona a la Facultat de Filosofia i Lletres on cursarà estudis i es llicenciarà en Filosofia l'any 1965. Ampliarà estudis a l'École Pratique des Hautes Etudes de París, França, on obté el Diplôme d'Etudes Approfondies en Sociologie l'any 1967. Del 1967 al 1970 treballarà d'investigadora al Laboratoire de Sociologie Industrielle de París, sota la direcció del professor Alain Touraine.
Retornada a Catalunya serà professora de Sociologia a la Universitat de Barcelona (1970-1973) i a la Universitat Autònoma de Barcelona (1973). Paral·lelament treballarà d'investigadora a la Fundació Jaume Bofill (1970-71), i a l'Institut de Ciències de l'Educació de la Universitat Autònoma de Barcelona (UAB) en diverses èpoques.
Es doctorà en Filosofia a la Universitat de Barcelona l'any 1974. El 1977 realitzarà estades de recerca a la Universitat de Wisconsin (Madison, EUA), el 1978 a la Universitat de Califòrnia (Berkeley, EUA), i el 1987 a l'Institute of Education de Londres. Ha estat directora de l'Enquesta Metropolitana realitzada a través de l'Institut d'Estudis Metropolitans els 1986, 1990,1995, 2000, 2012 i 2022. El 1982 fou directora de Papers, revista de sociologia, una revista acadèmica impulsada pel Departament de Sociologia de la Universitat Autònoma de Barcelona i editada per Edicions 62 i Península.
El 1992 guanya la Càtedra de Sociologia de UAB, s'especialitza en els camps de sociologia de l'educació i sociologia de la dona. Les seves principals línies de recerca són: educació: accés de la població als estudis, relació entre estudis i mobilitat social, hàbits i valors en el món educatiu; gènere: gènere i educació, coeducació, gènere i projectes adolescents, l'evolució de la masculinitat i l'evolució de la posició de les dones al món; evolució de la societat catalana: estructura social i els seus canvis, grups i classes socials, evolució lingüística, evolució cultural. Des del 2006 és catedràtica emèrita de sociologia de la UAB.

## Trajectòria política i de gestió pública

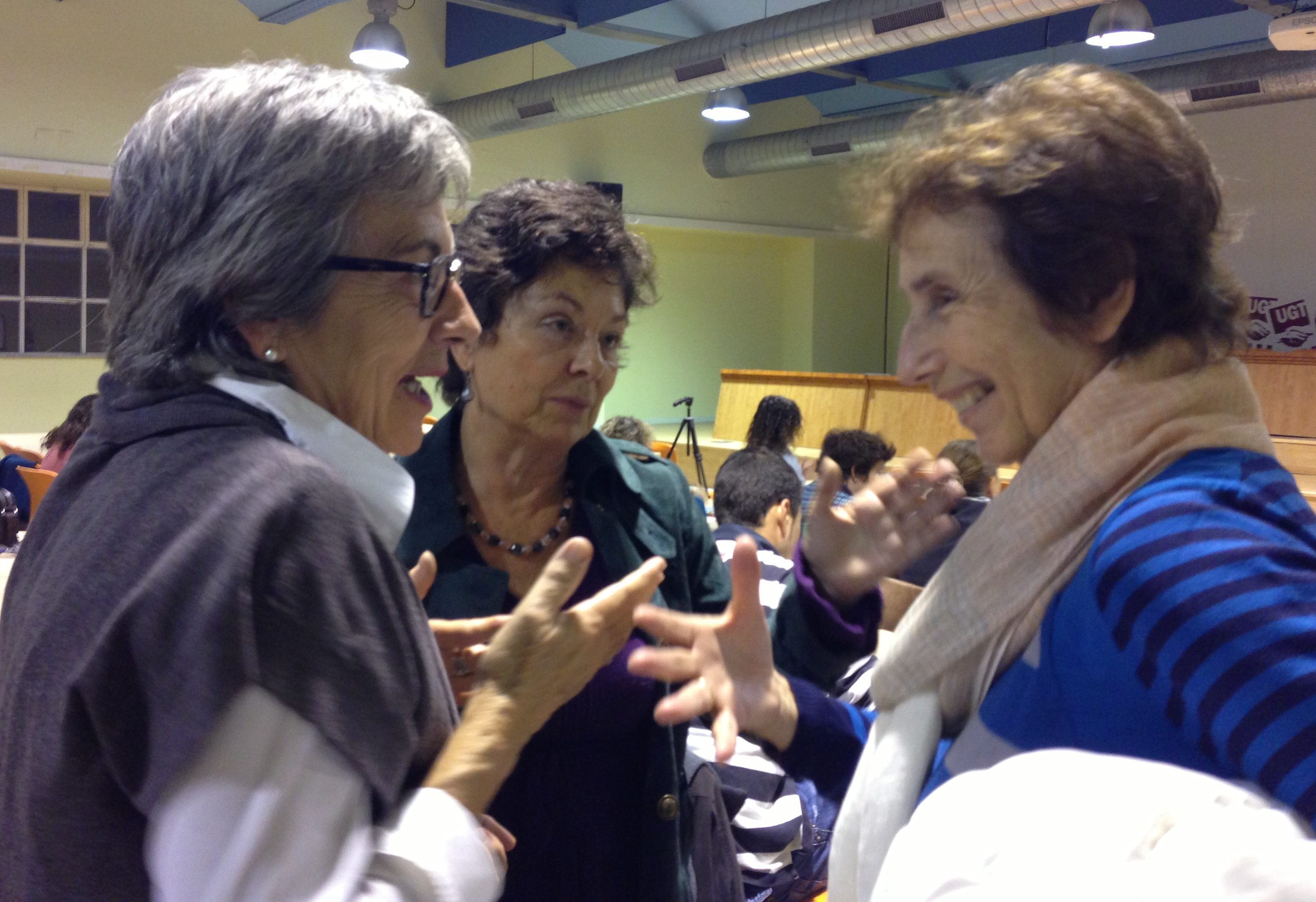
Marina Subirats junt amb Amparo Tomé i Montserrat Moreno. Jornades de coeducació a la UGT de Catalunya (Barcelona, 2012)

Durant el franquisme i els primers anys de la democràcia va militar als partits Bandera Roja, PSUC i a Iniciativa per Catalunya. Ha estat directora de l'Institut de la Dona del Ministeri d'Assumptes Socials (1993-1996). Membre de la Comissió d'Igualtat d'Oportunitats de la Unió Europea entre el 1993 i el 1996, i presidenta de la mateixa l'any 1995.
Serà elegida regidora de l'Ajuntament de Barcelona de 1999 al 2007 com independent en la llista del Partit dels Socialistes de Catalunya. Ocupà els càrrecs de regidora d'Educació de l'Ajuntament de Barcelona del 1999 al 2006, presidenta del Consell de Sants-Montjuïc de 1999 a 2003, i del Consell de Districte de Nou Barris del 2003 al 2006. Del 2003 al 2006 va ser també cinquena tinent d'alcalde. És membre del Consell Escolar de l'Estat des de l'any 2004.
A les eleccions generals a Corts espanyoles del 2011 va donar suport amb altres excàrrecs socialistes al candidat Joan Coscubiela d'Iniciativa per Catalunya Verds (ICV). També a les eleccions al Parlament de Catalunya del 25 de novembre de 2012 signà el manifest de 150 exconsellers, exregidors i exsenadors de suport a Joan Herrera, candidat d'ICV, i el 2015 va signar un manifest de suport a Barcelona en Comú. De cara a les eleccions al Parlament de Catalunya de 2015, va tancar amb Vicenç Navarro la llista de la confluència d'esquerres Catalunya Sí que es Pot a la circumscripció de Barcelona.
El gener del 2017, el Patronat del CIDOB, coincidint amb el nomenament d'Antoni Segura com a nou president d'aquest laboratori d'idees dedicat a l'anàlisi de temes internacionals, nomena també Marina Subirats nou membre a títol personal d'aquest patronat.

## Premis i reconeixements
El 2006 va rebre la Creu de Sant Jordi. El 2011 l'Associació Catalana de Sociologia, filial de l'Institut d'Estudis Catalans va guardonar-la amb el Premi Catalunya de Sociologia. El 2016 va ser guanyadora del Premi Aspàsia en defensa de l'equitat de gènere, concedit per la xarxa de Dones Directives i Professionals de l'Acció Social i l'Observatori del Tercer Sector. El 2018, va ser investida Doctora Honoris Causa per la Universitat de Valladolid en el Campus de la Yutera a Palència i l'abril de 2021 va rebre un altre doctorat Honoris Causa per la Universitat Rovira i Virgili.

## Obres
Ha publicat diversos llibres sobre educació, coeducació i estructura social de Catalunya:
- El empleo de los licenciados, Barcelona 1981.
- L'escola rural a Catalunya, Barcelona, 1983.
- Con diferencia. Las mujeres frente al reto de la autonomía, Barcelona, 1998.
- Coautora de: L'Enquesta Metropolitana de Barcelona, 1985-86, 1990, 1995, 2000.
- Rosa y Azul. La transmisión de los géneros en la escuela mixta Madrid (1988)
- Les desigualtats socials a la Catalunya actual (1999) a Rev. Cat. de Sociologia.
- El lideratge educatiu dels municipis (2002) a Perspectiva Escolar
- Una democracia imperfecta (2003) a Cuadernos de Pedagogía
- Mujeres y Hombres. ¿Un amor imposible? (2007) Article "SER MUJER"; escrigué el llibre juntament amb Manuel Castells.
- Barcelona: de la necessitat a la llibertat. Les classes socials al tombant del segle XXI (L'Avenç, 2012). ISBN 978-8488839-60-2
- Forjar un hombre, moldear una mujer (2013)
- De mares a filles. La transmissió de la feminitat. Edicions 62. (2023)